# Sisenand
Sisenand fou rei dels visigots del 631 al 636. Quan era duc de la Narbonesa o Septimània es rebel·là contra el rei Suintila amb ajut del rei dels francs Dagobert I i el destronà (631), després d'haver envaït la Tarraconense fins a Saragossa amb l'ajuda d'un exèrcit tolosà.
De les fonts es desprèn una certa simpatia popular cap a Suintila i una major oposició a ell entre la noblesa. Sens dubte la facció rival es va aprofitar de certes mesures preses per Suintila, favorables al poble però perjudicials per als magnats, per incrementar les seves files. No obstant això la tendència que en el seu moment va representar Viteric havia quedat molt debilitada pel mal govern d'aquest i les depuracions que segurament van seguir la seva caiguda. Sembla que Suintila comptava amb el suport dels thiufadus o caps militars, i que l'hostilitat envers ell entre els comtes i dux i altres alts magnats no era unànime, potser a causa que no comptaven al seu torn amb el suport majoritari de la seva gent. La noblesa oposada a Suintila va considerar impossible enderrocar a aquest rei pels seus propis mitjans i va enviar a un dels nobles conjurats, anomenat Sisenand, que era el dux de Septimània o Narbonense, a la cort del rei de Nèustria Dagobert, per demanar-li un exèrcit que servís als seus propòsits. En contrapartida van oferir una safata d'or de cinc-centes lliures de pes que pertanyia al tresor visigot des de temps del rei Turismon (451- 53) al qual li va regalar el general Aeci.
Dagobert que era rei de Nèustria, Austràsia i Borgonya (únicament no regnava a Aquitània) va acollir l'ambaixada amb simpatia i va accedir a allò sol·licitat. L'anuència del rei va haver de tenir lloc amb anterioritat que els maltractaments infligits a uns comerciants francs s Moràvia portessin a la guerra amb el rei dels txecs, Samus, el 631. Per tant, se suposa que Sisenand viatjà a París (on Dagobert havia traslladat la seva cort des de Reims) l'any 630.
L'exèrcit franc, reclutat a Borgonya, es va concentrar a Tolosa segurament a principis de març del 631. No se sap quina ruta va utilitzar aquest exèrcit per entrar a Hispània, però segurament van utilitzar la via que enllaçava el Bearn amb Saragossa entre Summo Pireneo, Ebellino (entre Jaca i Ayerbe) i Forum Gallorum (prop d'Ayerbe).
L'elecció de Saragossa va haver de ser feta a propòsit. Segurament el comte local, i alguns comtes de la zona pertanyien als conjurats i la ciutat va poder ser ocupada amb facilitat o fins i tot sense lluita. Simultàniament es va rebel·lar la Septimània, on els conspiradors comptaven amb majors suports, i on Sisenand disposava del petit exèrcit del dux reforçat amb les forces dels nobles que el recolzaven. Quan l'exèrcit reial, potser al comandament del dux de la Tarraconense, va intentar rebutjar als francs, es va veure impotent davant les forces col·ligades de rebels i invasors. Sembla que Suintila va intentar aixecar un exèrcit amb el qual acudir a la zona, però ja molts nobles indecisos consideraven millor opció la dels rebels. La sensació que aquests no podrien ser vençuts al comptar amb ajuda d'un exèrcit, va afavorir l'increment de suport a la rebel·lió. Fins i tot el germà del rei, Geila, el va abandonar i es va unir a la rebel·lió. Suintila es va veure obligat a abdicar i va fugir. Els alçats es van dirigir a Toledo on van proclamar rei a Sisenand (el 26 de març del 631). Suintila va ser empresonat (631-633) i després desterrat juntament a la seva dona Teodora i els seus fills; els seus béns van ser confiscats i es va prohibir que tornessin a ocupar càrrecs (IV Concili de Toledo). Suintila va morir, pel que sembla de mort natural, després del 634, segons una font tardana a Toledo abans del 641.
Sembla probable que hi hagués alguna oposició a la proclamació d'un rei amb el suport dels francs i al lliurament de la preada corona als francs. Part de la noblesa visigoda i hispano-romana, i sobretot el clero, va participar en les conspiracions que molt aviat va iniciar Geila, el germà de Suintila, contra el nou rei.
Al principi Sisenand va haver de considerar l'oposició com poc important (doncs la majoria de la noblesa li donava suport i controlava l'exèrcit), i segurament comptava a eliminar-la durant el 632. Però probablement va ocórrer el contrari. Els rebels o opositors van prendre les armes dirigits per alguns clergues i es van tornar una amenaça per al tron. No se sap quines províncies estaven afectades però és molt probable que la seva major força estigués a la Bètica, car sobretot en la part oriental la noblesa visigoda estava molt poc representada. Geila havia d'afavorir la causa dels rebels, buscant la llarga un benefici particular. La guerra civil es portaria a efecte durant el 632. Sisenand preparava el que seria IV Concili de Toledo per a aquest mateix any quan suposava que estaria ben assentat en el tron, i sens dubte planejava condemnar a Suintila i justificar la seva usurpació. Però l'activitat militar dels rebels, els suports que trobaven, o els que perdia Sisenand a causa de la feina de Geila o per altres causes, van fer que el 632 passés en plena guerra civil. El Concili va haver d'endarrerir-se. Isidor havia sortit ja de Sevilla i estava prop de Toledo per assistir al Concili el 632, quan va rebre la notícia de la suspensió i el consell real que tornés a la seva residència. Amb tota probabilitat els rebels no dominaven Sevilla, car en cas si fos d'aquesta manera és improbable que Isidor hagués pogut sortir de la ciutat o que el rei l'hagués permès tornar.
L'any 632 va morir el bisbe metropolità Eusebi de Tarragona, i el bisbe Brauli de Saragossa (que va ocupar la seu cesaraugustana el 631) va escriure a Isidor perquè intercedís amb el rei Sisenand, i nomenés metropolità (el nomenament de bisbes metropolitans corresponia per costum al rei) a algú de caràcter exemplar. Isidor contestà al seu amic Brauli, però li indicava que el rei no havia pres una decisió respecte l'assumpte. No gaire temps després va nomenar Audax, del qual no se sap si responia a les expectatives de Brauli. En la seva carta Brauli parla de desordres a la zona de Saragossa, però no aclareix les causes: va poder ser a causa de l'actuació de rebels, a les incursions vascones o bé per l'exèrcit franc (els francs van entrar a Saragossa el 631 però ja devien haver-la abandonat el 632).
Sembla que una part del clero va prendre les armes al costat dels rebels, que probablement representava a la facció favorable a Suintila i al poble. Se sospita fins i tot que es va negociar el suport romà d'Orient a través d'alguns religiosos.
El 633 Sisenand va aconseguir dominar la situació. No se sap si la lluita va ser dura i la victòria costosa. Es diu que Sisenand aconseguir que el rei Dagobert acceptés una suma de diners (uns dos-cents mil sous) en lloc de la corona d'or que li havia d'entregar, i que gràcies a això va aconseguir apaivagar la revolta.
A finals de l'any 633 (el 5 de desembre) es va inaugurar, en presència del rei, el IV Concili de Toledo, celebrat a l'Església de Santa Leocadia, construïda per ordre de Sisebut. Van assistir seixanta-nou bisbes. Sembla que per primera vegada van assistir a les sessions alguns viri Illustris però no van signar les actes i, per tant, no havien de tenir veu ni vot. Sembla que des d'aleshores la seva assistència es va convertir en costum. El rei es prostrà davant els seixanta-sis bisbes presents, els demanà la confirmació del seu títol reial i després es feu ungir per insinuació d'Isidor. Era la primera vegada que hom celebrava aquest ritu entre els visigots.
Va prendre algunes decisions de tipus religiós, però també va haver decisions polítiques. Suintila va ser qualificat de criminal i es va esmentar la seva iniquitat i el seu enriquiment a costa dels pobres. La seva sort va ser decidida en el Concili. Geila també va ser desterrat i els seus béns confiscats.
Però a més es va aprovar un cànon pel qual atacaven a aquells que trenquessin el jurament de fidelitat al rei i prohibien que hi hagués més usurpacions del tron, rebel·lions, complots i magnicidis. Es va decidir que quan un rei morís el seu successor seria elegit per tots els magnats del regne i els bisbes reunits en un concili comú. Aquells que vulneressin el seu jurament de fidelitat al rei, atemptessin contra la seva vida o intentessin usurpar el tron eren anatematitzats per tres vegades. Per part seva Sisenand es comprometia a governar amb moderació, benevolència, justícia i pietat sobre tots els pobles. Si el rei, o els seus successors, no complien aquests extrems i governaven amb duresa i tirania, també rebien l'anatema. Tots aquests aspectes semblen més apropiats si anaven dirigits contra Geila o altres rebels, car és dubtós que, de no existir una guerra civil o una rebel·lió recent, Sisenand fes condemnar tan durament per allò mateix que ell acabava de realitzar amb Suintila. El cànon setanta-cinc, que va ser inspirat pel mateix rei, seria per tant la conseqüència política de la guerra civil o almenys de les conspiracions de Geila, encara que al faltar informació sobre l'existència una rebel·lió pogués pensar-se que Sisenand desaprovava la seva pròpia acció, i legislava perquè ningú més tornés a actuar com ell.
Algunes disposicions preses en el Concili podrien referir-se als rebels. Es va condemnar als clergues que prenguessin les armes contra el rei, als quals deuria internar-se en un monestir per fer penitència. Es va prohibir que els clergues rebessin o enviessin missatges secrets fora d'Hispània. Segurament el clero havia negociat una aliança dels rebels amb algun poder estranger, i com sabem que els francs eren aliats de Sisenand, i el cronista Fredegari no fa cap al·lusió al tema, sol van poder aliar-se als aquitans, als vascons i als romans d'Orient i com que la lluita es desenvolupa al centre o sud peninsular i els principals suports de Sisenand prevenien de la Septimània i la Tarraconense, l'aliança més probable és amb els romans d'Orient. Els romans d'Orient havien tingut certa tranquil·litat del 631 al 633, però des d'aquest any van estar ocupats amb la penetració àrab i segurament no van poder trametre cap ajuda (suposant que donessin suport a la rebel·lió).
També es tracta l'apel·lació del Bisbe d'Écija Marcià, deposat cap al 625 per les intrigues del seu rival Habenci o Aventius (que el va acusar de ser deshonest per tenir una esclava anomenada Ustària com auxiliar i per mantenir relacions sexuals amb una dama anomenada Bonella, de fetilleria, de parlar malament del rei i de consultar a l'endevina Simplícia sobre el futur del rei i el seu propi). El Concili va restablir a Marcià en el seu rang de bisbe però no va examinar a fons el cas i no li retornar la seu, que momentàniament va quedar a poder d'Habenci.
Finalment el Concili va considerar inconvenient que els bisbes formessin part dels tribunals que condemnessin als rebels, car no havien de vessar la sang ni tan sols dels traïdors. Aquesta posició significaria un suport subjectiu a la rebel·lió i indicaria que el clero en general no era hostil a Suintila, ni molt favorable a Sisenand.
A part de les disposicions sobre els jueus, Sisenand va efectuar diverses concessions al clero: Dret a examinar prèviament les reclamacions. vigilància de nobles i jutges i exempció d'impostos als clergues. És evident que tractava de guanyar-se el seu favor.
El 634 es va celebrar un Sínode a Sevilla, del qual es tenen escasses notícies, però que en tot cas va tocar temes de poca incidència política.
El rei tenia una notable amistat amb un sacerdot toledà anomenat Gerontius, qui, gràcies al suport reial, es va atrevir a enfrontar-se amb el bisbe metropolità Just (633 a 636), però després va patir un "càstig diví" (potser després de la mort del rei).
Sisenand va morir a Toledo de mort natural el 12 de març del 636 i el succeí Khíntila.